# Unity Technologies
Unity Software Inc. (firmierend als Unity Technologies) ist ein US-amerikanisches Unternehmen für die Entwicklung von Videospielsoftware mit Sitz in San Francisco. Unity Technologies wurde 2004 von dem Isländer David Helgason, dem Dänen Nicholas Francis und dem Deutschen Joachim Ante unter dem Namen Over the Edge in Kopenhagen gegründet und 2007 in Unity Technologies umbenannt. Unity Technologies ist vor allem für die Entwicklung der Spiel-Engine Unity bekannt, die zur Erstellung von Videospielen und anderen Anwendungen verwendet wird. Das Unternehmen verfügt über Büros in Europa, Nordamerika und Asien.
Im Jahr 2020 wurden die von Unity erstellten Anwendungen von zwei Milliarden monatlich aktiven Nutzern verwendet, mit 1,5 Millionen monatlichen Erstellern.

## Geschichte
Unity Technologies wurde 2004 als Over the Edge Entertainment (OTEE) in Kopenhagen von David Helgason, Nicholas Francis und Joachim Ante gegründet. Over the Edge veröffentlichte ihr erstes Spiel, GooBall, im Jahr 2005. Das Spiel scheiterte kommerziell, aber die drei Gründer sahen den Wert in den Spielentwicklungswerkzeugen, die sie zur Vereinfachung der Spielentwicklung geschaffen hatten, und so verlagerten sie den Schwerpunkt des Unternehmens auf die Entwicklung einer Engine für andere Entwickler. 2005 veröffentlichte Unity die Engine Unity zur Erstellung von Videospielen. 2007 wurde Over the Edge Entertainment in Unity Technologies umbenannt.
Im April 2012 hatte Unity Berichten zufolge eine Million registrierte Entwickler, von denen 300.000 Unity monatlich nutzten. 2016 meldete das Unternehmen mehr als 5,5 Millionen registrierte Nutzer. Ein Teil der Attraktivität von Unity besteht darin, dass es Menschen, die nicht über das technische Wissen verfügen, um Spiele von Grund auf zu programmieren, ermöglicht, Spiele und andere Simulationen zu erstellen. Die Verwendung der Software von Unity Technologies ging in den 2010er Jahren über Videospiele hinaus und umfasste auch Anwendungen für Film und Fernsehen sowie die Automobilindustrie. In der Automobilindustrie nutzen Automobilhersteller die Virtual-Reality-Plattform von Unity für Design- und Virtual-World-Autotestsimulationen.
2018 wurde der Wert von Unity Technologies auf ca. drei Milliarden US-Dollar geschätzt, nachdem das Unternehmen in mehreren Finanzierungsrunden 600 Millionen US-Dollar eingesammelt hatte. Unity kündigte seine Pläne für einen Börsengang im August 2020 an und schloss es am 17. September 2020 ab, wobei es eine Summe von 1,3 Milliarden US-Dollar einsammelte, und begann am folgenden Tag als Aktiengesellschaft an der New York Stock Exchange gehandelt zu werden.
Am 12. September 2023 kündigte Unity auf seinem offiziellen Blog an, Anpassungen an seinem Bezahlmodell vornehmen zu wollen. Die größte Änderung stellte hierbei die Einführung einer so genannten „Runtime Fee“ dar. Gegolten hätte sie für alle Spiele und Produkte, die mit der Engine entwickelt, mehr als 200.000 US-Dollar Umsatz innerhalb eines Jahres generiert hätten und mehr als 200.000 mal installiert worden wären. Von dieser neuen Gebühr wären sowohl bereits veröffentlichte als auch zukünftige Spiele und Softwareprodukte auf Basis der Engine betroffen gewesen. Die neue Regelung sah vor, Neuinstallationen eines Produkts den Vertreibern in Rechnung zu stellen. Die jeweilige Gebühr hätte hierbei vom finanziellen Erfolg des Spiels und der jeweiligen Unity-Lizenz der Entwickler abgehangen. Auf diese Neuigkeiten folgte laute und breite Kritik seitens der Nutzerbasis an den Plänen sowie dem Führungs- und Managementpersonal von Unity. Angezweifelt wurde zum einen die technische Umsetzbarkeit einer solchen Intallationsgebühr, da ältere Engineversionen über keine bekannten Mechanismen verfügten, die das messen der Installationsmenge erlauben würden. Zudem wurde kritisiert, dass (auch gezielte) Mehrfachinstallationen zu Kostenexplosionen auf Seiten der Entwickler führen könnten. Zum anderen wurde mangelnde Transparenz in Bezug auf die konkrete Berechnung der Gebühr beanstandet. In den sozialen Medien äußerten viele Nutzer ihren Unmut und zweifelten an der Vertrauenswürdigkeit Unitys in Hinblick auf eine korrekte Berechnung der Gebühren und zukünftige Änderungen an den Geschäftsbedingungen. Die entstandene Kontroverse, in der Nutzer zum Boykott der Engine aufriefen, resultierte in Änderungen an dem bisherigen Modell zur „Runtime Fee“. So sollten die zur Berechnung der Gebühr relevanten Informationen von den Entwicklern und Herausgebern der Spiele selber an Unity übergeben werden. Zudem sollte die Gebühr nur noch für zukünftige Unity-Spiele gelten, die auf Basis der Pro- und Enterprise-Lizenzen der Engine entwickelt wurden. Alternativ wäre es Nutzern der Engine möglich gewesen, statt der „Runtime Fee“ eine klassische Gewinnbeteiligung von 2,5 % an Unity zu zahlen.  Nicht enden wollende Kritik an der Führung von Unity-Technologies führte am 9. Oktober 2023 zur Ankündigung des Rücktritts des bisherigen Unity CEO John Riccitiello. Ersetzt wurde er am 15. Mai 2024 durch Matthew Bromberg. Am 12. September 2024 kündigte Unity auf dem offiziellen Blog an, Pläne zur Einführung der „Runtime Fee“ zu annullieren und vollständig auf die Gebühr zu verzichten. Zudem würden sich Änderungen an den Geschäftsbedingung von nun an nur noch auf zukünftige Engine-Versionen auswirken.